# Mount Mansfield
Der 1339 Meter hohe Mount Mansfield ist ein Berg in den Green Mountains im US-Bundesstaat Vermont. Er ist der höchste Punkt Vermonts und liegt an der Grenze der beiden Countys Chittenden und Lamoille.
Auf der Ostseite des Berges liegt das Skigebiet Stowe Mountain Resort.
Aus dem Westen oder Osten betrachtet bildet der Mount Mansfield ein in die Länge gezogenes Profil mit ausgeprägter Stirn (The Forehead, 1184 m), Nase (The Nose, 1228 m), Lippe, Kinn (Hauptgipfel, 1339 m) und Adamsapfel (Adams Apple, 1257 m). Im Norden schließt noch der Bear Head (1192 m) an.